# Municipio de Carlton (Dakota del Sur)
El municipio de Carlton (en inglés: Carlton Township) es un municipio ubicado en el condado de Hand en el estado estadounidense de Dakota del Sur. En el año 2010 tenía una población de 17 habitantes y una densidad poblacional de 0,18 personas por km².

## Geografía
El municipio de Carlton se encuentra ubicado en las coordenadas 44°45′56″N 98°53′12″O / 44.76556, -98.88667. Según la Oficina del Censo de los Estados Unidos, el municipio tiene una superficie total de 93.37 km², de la cual 93,37 km² corresponden a tierra firme y (0 %) 0 km² es agua.

## Demografía
Según el censo de 2010, había 17 personas residiendo en el municipio de Carlton. La densidad de población era de 0,18 hab./km². De los 17 habitantes, el municipio de Carlton estaba compuesto por el 100 % blancos. Del total de la población el 0 % eran hispanos o latinos de cualquier raza.